# Plistersläktet
Plistersläktet (Lamium) är ett släkte i familjen kransblommiga växter med cirka 40 arter i Europa, Asien och Afrika. 

## Utseende

### Allmänt
Blommans krona är läppformig, med övre läppen välvd över knapparna på de fyra tvådelade ståndarna. Den nedre läppens sidoflikar är ganska små och tandlika. Mellanfliken är vidgad från en smal bas. Arterna i detta släkte är medelstora eller mindre örter med korsvis motsatta blad. Tätt intill stjälken, i vinklarna mellan bladen och den fyrsidiga stjälken, sitter på de flesta relativt stora vita eller röda blommor (även gula blommor förekommer) i till varandra närmade kransar. Blommorna omges av små trattlika hylleblad som ofta har ett antal spetsiga toppar. 

### Likhet med nässlor
Plistersläktets blad är inte helt olika brännässlans blad, och i Sverige ser man ofta vitplister och brännässla precis invid varandra. Innan blommorna har slagit ut ordentligt kan man därför råka förväxla arterna. Plisterväxternas blad "bränns" dock inte.
På engelska heter nässla nettle och plister heter deadnettle. Analogt så kallade man, förr i tiden, plistrar för blindnässlor.

## Taxonomi
Arter enligt Catalogue of Life:
- vitplister
- mjukplister
- mellanplister
- Lamium galeobdolon
- rosenplister
- flikplister